# Vrakúň
Vrakúň (deutsch Warkony, ungarisch Nyékvárkony) ist ein Ort und Gemeinde im Okres Dunajská Streda des Trnavský kraj im Südwesten der Slowakei, mit 2946 Einwohnern (31. Dezember 2024).

## Geographie
Die Gemeinde liegt an der Großen Schüttinsel, einer Flussinsel der Donau, der ein paar Kilometer nach Süden, teilweise im Kraftwerk Gabčíkovo verstaut, fließt. Somit ist sie Teil des slowakischen Donautieflands. Vrakúň ist sieben Kilometer von Dunajská Streda und 50 Kilometer von der Hauptstadt Bratislava entfernt.
Die Gemeinde gliedert sich in die Ortsteile Vrakúň und Nekyje na Ostrove (1940 eingemeindet, ungarisch Nyék).

## Geschichte
Der Ort Vrakúň wurde zum ersten Mal 1262 als Warkun schriftlich erwähnt (einigen Quellen nach ist sie jedoch schon 1015 belegt). Er war überwiegend eine landwirtschaftliche Gemeinde, zu den Besitzern gehörten Familien wie Nyék, Méhes, Balogh und Amade.
Der Nachbarort Nekyje ist zum ersten Mal 1165 erwähnt, 1245 als Neku. Er gehörte ursprünglich zum Herrschaftsgut der Burg Pressburg und war später im Besitz verschiedener Adelsfamilien. 
Beide Orte im Komitat Pressburg gehörten bis 1919 zum Königreich Ungarn und kamen danach zur neu entstandenen Tschechoslowakei. 1940 kam es nach dem Ersten Wiener Schiedsspruch zu Ungarn gehörenden Orten zum Zusammenschluss beider Orte.

## Bevölkerung
| Jahr                | 1994 | 2004    | 2014    | 2024     |
| ------------------- | ---- | ------- | ------- | -------- |
| Anzahl der Personen | 2463 | 2487    | 2637    | 2946     |
| Unterschied         |      | +0,97 % | +6,03 % | +11,71 % |

| Jahr                | 2023 | 2024    |
| ------------------- | ---- | ------- |
| Anzahl der Personen | 2932 | 2946    |
| Unterschied         |      | +0,47 % |

Ergebnisse nach der Volkszählung 2001 (2537 Einwohner):
| Nach Ethnie: - 92,67 % Magyaren - 7,09 % Slowaken - 0,08 % Tschechen - 0,08 % Russinen | Nach Religion: - 93,61 % römisch-katholisch - 2,60 % konfessionslos - 1,02 % keine Angabe - 0,55 % evangelisch |